# Strada provinciale 22 Chizzola - Brentonico
La strada provinciale 22 Chizzola - Brentonico (SP 22) è una strada provinciale italiana della provincia autonoma di Trento. Il suo compito è quello di permettere il raggiungimento delle località sciistiche del Monte Baldo partendo dalla Vallagarina nella parte vicino al comune di Ala, per evitare un allungo dei tempi e limitare il traffico nei pressi di Rovereto. La strada ha una lunghezza totale di 7,678 km.

## Percorso
Ha inizio a Chizzola ovvero una frazione della Vallagarina posta a nord-est rispetto al comune di appartenenza, Ala. La partenza è facilmente raggiungibile dalla SP 90 Destra Adige inoltrandosi al centro della frazione.
Nel percorso le località incontrate sono Corné e Sorne, due frazioni appartenenti al comune di Brentonico. Lungo la strada, al chilometro 2,7 troviamo anche un bivio con la SP 22 dir Saccone Prada.
La strada termina a Brentonico, esattamente al chilometro 8,5 della SP 3 del Monte Baldo, dove in direzione nord si può proseguire per Rovereto, mentre in direzione sud può proseguire per San Valentino, Polsa, Prà Alpesina ed infine in Veneto per Spiazzi di Monte Baldo e il Lago di Garda.

## Diramazione per Saccone Prada
La SP 22 dir Saccone Prada è una diramazione della SP 22 Chizzola - Brentonico che, come indicato già dal nome della strada, attraversa le frazioni di Saccone e Prada, per poi terminare a quest'ultima. La strada ha una lunghezza di 5,241 km ed ha inizio al chilometro 2,7 della SP 22 alla località Corné.
Una volta passata la frazione di Saccone la strada termina a Prada, arrivando al bivio al chilometro 3,535 sulla SP 218 della Polsa. Da questo punto sarà possibile raggiungere in direzione sud la Polsa (ovvero un famoso punto sciistico), oppure in direzione nord la strada tornerà sulla SP 3 del Monte Baldo.

## Autobus
Sulle strade è previsto un servizio di trasporto pubblico extraurbano regolare da parte dell'azienda Trentino Trasporti composto da 2 linee con percorsi differenti tra cui:
- B305 Rovereto - Mori - Brentonico - Saccone
- B319 Besagno - Crosano - Cornè - Saccone

## Pericolosità della strada
La strada è molto frequentata soprattutto da ciclisti e turisti, nonostante la sua dimensione di carreggiata ridotta, la sua ripidità e i suoi tornanti pericolosi. Per questo motivo su questa strada la provincia di Trento ha deciso di installare dei cartelli speciali per avvisare gli automobilisti di "rispettare il ciclista" mantenendo quindi una distanza di sicurezza ragionevole ed evitare manovre pericolose per costoro.